# 센타니 국제공항

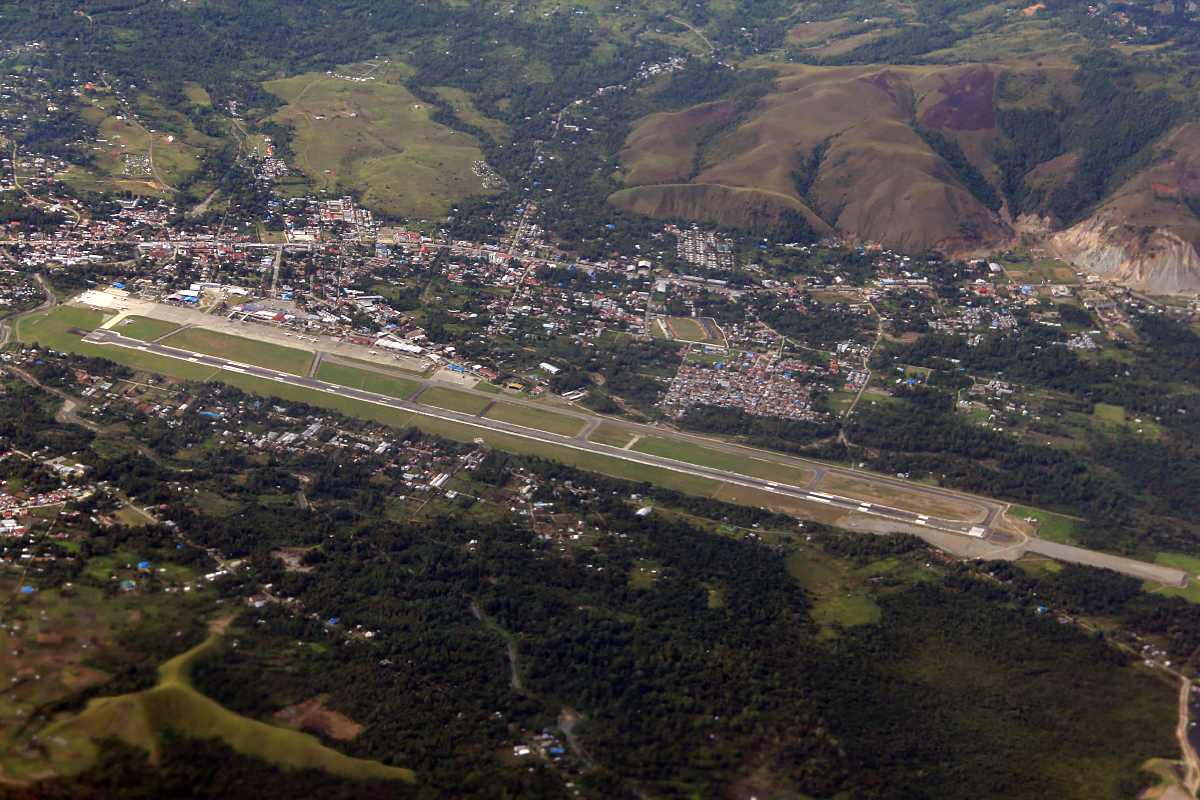

센타니 국제공항(Sentani International Airport, Dortheys Hiyo Eluay International Airport, IATA: DJJ, ICAO: WAJJ)은 뉴기니섬에 위치한 인도네시아 파푸아주의 주도 자야푸라를 관할하는 공항이다. 다운타운 자아푸라에서 약 40킬로미터 떨어진 센타니구에 위치해 있다. '센타니'라는 이름은 주변의 센타니호의 이름에서 비롯된 것이다. 인도네시아 동쪽 끝에 위치한 공항으로, 뉴기니섬의 주요 허브공항이자 최대 공항이다.